# Ilona Mononen
Ilona Lotta Maaria Mononen (* 18. Dezember 2003 in Hämeenlinna) ist eine finnische Leichtathletin, die im Mittel- und Langstreckenlauf antritt.

## Sportliche Laufbahn
Erste internationale Erfahrungen sammelte Ilona Mononen im Jahr 2021, als sie bei den U20-Europameisterschaften in Tallinn in 9:15,66 min die Goldmedaille im 3000-Meter-Lauf gewann. Anschließend belegte sie bei den U20-Weltmeisterschaften in Nairobi in 9:30,63 min den fünften Platz über 3000 m und gelangte mit 4:28,13 min auf Rang acht im 1500-Meter-Lauf. Im Dezember wurde sie bei den Crosslauf-Europameisterschaften in Dublin nach 13:49 min Vierte im U20-Rennen. Im Jahr darauf belegte sie bei den U20-Weltmeisterschaften in Cali in 9:21,12 min den fünften Platz über 3000 Meter und gelangte mit 4:16,19 min auf Rang acht über 1500 Meter. Kurz darauf startete sie im 5000-Meter-Lauf bei den Europameisterschaften in München und wurde dort nach 16:10,97 min 18. Im Dezember gewann sie bei den Crosslauf-Europameisterschaften in Turin in 13:08 min die Bronzemedaille im U20-Rennen. 2023 belegte sie bei den U23-Europameisterschaften in Espoo in 15:57,99 min den achten Platz über 5000 Meter und kam über 1500 Meter mit 4:18,06 min nicht über die Vorrunde hinaus. Im Dezember gewann sie bei den Crosslauf-Europameisterschaften in Brüssel in 26:55 min die Silbermedaille im U23-Rennen hinter der Britin Megan Keith. Im Jahr darauf startete sie im Hindernislauf bei den Europameisterschaften in Rom und belegte dort in 9:23,28 min den sechsten Platz und stellte damit einen neuen finnischen Landesrekord auf. Im August verpasste sie dann bei den Olympischen Sommerspielen in Paris mit neuem Landesrekord von 9:22,77 min den Finaleinzug. Im Dezember gewann sie bei den Crosslauf-EM in Antalya in 21:24 min die Bronzemedaille im U23-Rennen hinter der Britin Phoebe Anderson und María Forero aus Spanien.
Bei den erstmals ausgetragenen Straßenlauf-Europameisterschaften 2025 in Löwen gelangte sie nach 32:20 min auf den 16. Platz im 10-km-Straßenlauf. Ende Juni wurde sie bei der 1. Liga der Team-Europameisterschaft in Madrid in 9:49,21 min Erste über 3000 m Hindernis und anschließend siegte sie in 9:30,49 min bei den U23-Europameisterschaften in Bergen. Kurz darauf siegte sie in 9:31,86 min bei den World University Games in Bochum. 
2024 wurde Mononen finnische Meisterin im 3000-Meter-Hindernislauf. Zudem wurde sie 2022 und 2025 Hallenmeisterin im 1500- und 3000-Meter-Lauf.

## Persönliche Bestleistungen
- 800 Meter: 2:07,57 min, 26. Juni 2021 in Kuortane
  - 800 Meter (Halle): 2:08,92 min, 27. Februar 2022 in Helsinki
- 1500 Meter: 4:14,79 min, 5. Juli 2023 in Joensuu
  - 1500 Meter (Halle): 4:19,69 min, 13. Februar 2022 in Uppsala (finnischer U20-Rekord)
- 3000 Meter: 8:57,52 min, 22. Juni 2024 in Kuortane
  - 3000 Meter (Halle): 8:56,61 min, 9. Februar 2025 in Espoo
- 5000 Meter: 15:36,16 min, 3. Juni 2025 in Bergen
- 10-km-Straßenlauf: 32:15 min, 16. Februar 2025 in Castelló de la Plana
- 2000 m Hindernis: 6:19,11 min, 5. Mai 2024 in Pliezhausen
- 3000 m Hindernis: 9:22,77 min, 4. August 2024 in Paris (finnischer Rekord)